# Odo limitatus
Odo limitatus es una especie de araña del género Odo, familia Xenoctenidae. Fue descrita científicamente por Gertsch & Davis en 1940.
Habita en México.